# Comitatul Varaždin
Comitatul Varaždin (în croată Varaždinska županija, în maghiară Varasd vármegye) a fost o subdiviziune administrativă istorică (županija) din Regatul Croația-Slavonia. Croația-Slavonia a fost un regat autonom în componența Pământurilor Coroanei Sfântului Ștefan (Transleithania), partea ungură a Imperiului dualist Austro-Ungar. Teritoriul său este acum în nordul Croației. Capitala de comitat a fost de Varaždin (în maghiară Varasd).

## Demografie
În 1910, populația comitatului era de 307.010 locuitori, dintre care: 
- Croați -- 300.033 (97,72%)
- Sârbi -- 2.384 (0,77%)
- Germani -- 1.172 (0,38%)
- Maghiari -- 1.095 (0,36%)
- Alții/necunoscuți (slovaci, ruteni, români, etc) -- 2.326 (0,76%)

## Subdiviziuni
La începutul secolului 20, subdiviziunile comitatului Varaždin erau următoarele:
| Districts        | Districts  |
| District         | Capitală   |
| ---------------- | ---------- |
| Ivanec           | Ivanec     |
| Klanjec          | Klanjec    |
| Krapina          | Krapina    |
| Ludbreg          | Ludbreg    |
| Novi Marof       | Novi Marof |
| Pregrada         | Pregrada   |
| Varasd           | Varaždin   |
| Zlatar           | Zlatar     |
| Districte urbane |            |
| Varaždin         |            |